# Circolo di Auden
Con Circolo di Auden si designa il gruppo di scrittori britannici e irlandesi attivi negli anni trenta fondato da Wystan Hugh Auden. Il gruppo includeva, oltre al fondatore, personalità come Louis MacNeice, Cecil Day Lewis, Stephen Spender, Christopher Isherwood e talvolta Edward Upward e Rex Warner. A volte erano semplicemente chiamati poeti degli Anni 30.